# Eicochrysops dudgeoni
Eicochrysops dudgeoni är en fjärilsart som beskrevs av Riley 1929. Eicochrysops dudgeoni ingår i släktet Eicochrysops och familjen juvelvingar. Inga underarter finns listade i Catalogue of Life.